# Nowa Wieś Mała (województwo dolnośląskie)
Nowa Wieś Mała – wieś w Polsce położona w województwie dolnośląskim, w powiecie jaworskim, w gminie Paszowice.
W latach 1975–1998 miejscowość administracyjnie należała do województwa legnickiego.

## Zabytki
Do wojewódzkiego rejestru zabytków wpisane są obiekty:
- kościół fil. pw. Wniebowzięcia NMP, z XIII w., przebudowany w XV w. i XVIII w.
- cmentarz.

Zobacz też: Nowa Wieś Mała, Nowa Wieś Wielka, Nowa Wieś.